# 聂仪仲
聂仪仲（？—？），宋朝人，是一名宋朝政治人物。
聂仪仲曾于1060年接替胥元规任华亭县知县一职，1062年由袁晋材接任。